# Andead
Gli Andead sono un gruppo punk rock milanese nato nel 2007, da un'idea di Andrea Rock. A lui si aggiungono Gianluca Veronal alla chitarra, Casio alla batteria, Macca alla chitarra e Joe "La Jena" al basso.

## Storia del gruppo
Tra il 2007 e il 2008 la band calca i palchi dei diversi locali del nord Italia, annoverando anche concerti in apertura di gruppi quali Wednesday 13, Misfits e The Damned. In quel periodo collaborano con l'etichetta indipendente Hangover Records e con alcune modelle italiane del sito Suicide Girls. Prendono parte al "Harley Davidson - the Legend on Tour" e suonano nei diversi autodromi d'Italia. Sempre nel 2008, il gruppo è protagonista di alcuni shows in Germania assieme ai The Snakes. Iniziano le collaborazioni di sponsorship con Vans e Lucky 13.
Nel 2009 firmano un contratto di coproduzione con Rude Records e pubblicano il disco d'esordio "Hell's Kitchen"; all'interno dell'album sono presenti featuring di Ringo, DJ Aladyn, Sam Ranieri (Dragons), Ka (Finley), Teo (KHC) e Ricky (Rosko's). Il primo singolo "Spiderband", con relativo video, viene inserito nelle programmazioni di Virgin Radio e Rock TV. A giugno dello stesso anno partecipano al Rock in Idro festival, dove condividono il palco con Social Distortion, Gogol Bordello, Gaslight Anthem e The Pogues, tra gli altri. In questo periodo il gruppo inizia una collaborazione con la booking agency Hub Music Factory e il marchio d'abbigliamento Glory Bound Ink.
Nell'aprile 2010 gli Andead prendono parte come unica band italiana all'edizione 2010 del Give It a Name Festival all'Alcatraz di Milano; la manifestazione vedeva nel cast AFI, Sum 41 e Story of the Year. A giugno, il gruppo apre la data milanese dei Flogging Molly. Pochi giorni più tardi, gli Andead si esibiscono insieme a Street Dogs, Misfits. L'estate e l'autunno vengono trascorsi scrivendo i nuovi brani e sui palchi d'Italia; da ricordare la data in apertura agli Youth Brigade. A novembre 2010, il gruppo è chiamato a prendere parte ad una scena del film "Asfalto Rosso" di Ettore Pasculli, collaborando anche alla colonna sonora con il brano I Kill You Twice.
A febbraio 2011, il bassista Joe viene sostituito da Ste Russo (This Grace). L'ultima data di Joe vedeva gli Andead assieme agli australiani The Go Set.
Il 26 aprile 2011 gli Andead fanno parte del cast del "Loud and Proud festival" presso l'Alcatraz di Milano insieme a H2O, Devil's Brigade, Madball e Dropkick Murphys.
Nel giugno 2011 il gruppo entra in studio per registrare il secondo album; inizia in questo periodo una collaborazione con IndieBox, per la promozione e il booking della band. Il primo singolo estratto è My Little Horror; nel videoclip della canzone, tre membri della band (truccati secondo la tradizione del Día de Muertos) eseguono un parziale playback all'interno della discoteca Florida di Ghesi (BS). Nell'ottobre del 2011, gli Andead suonano al Nissan Skipass a Modena, sul Red Bull Tour Bus. L'album With Passionate Heart esce l'8 novembre 2011 per Rude Records.
Tra dicembre 2011 e febbraio 2012, Andrea, Stefano e Gianluca accompagnano nel suo tour italiano il batterista dei Ramones, Marky Ramone.
Il secondo singolo è la titletrack del disco ed esce il 14 febbraio 2012.
Nel mese di aprile gli Andead sono sul palco con Glen Matlock, bassista originale dei Sex Pistols, a Bologna. Le sera successiva (21 aprile), il gruppo apre il concerto degli Old Firm Casuals, side project del chitarrista dei Rancid, Lars Frederiksen. Nel mese di giugno, il brano Have You Ever entra in rotazione su Virgin Radio Television; sempre a giugno la band diventa testimonial della Fiat Punto Virgin Radio con il brano Spiderband.  Nel mese di dicembre 2012, il gruppo inizia le registrazioni per il terzo album, dal titolo "Build Not Burn", la cui uscita è prevista per l'estate 2013.
Il 20 aprile 2013 gli Andead partecipano al Record Store Day esibendosi da Psycho Dischi a Milano e presentando il cd singolo "Build Not Burn".
A maggio 2013, il bassista Stefano è in tour in Europa con il progetto Marky Ramone's Blitzkrieg, insieme a Andrew WK.
Il 17 settembre 2013 esce il terzo album dal titolo "Build Not Burn", anticipato dal singolo omonimo. La band inizia un tour promozionale di oltre 25 date in tutta Italia; in occasione del concerto al Devil Kiss di Olbia, la band comincia una piccola raccolta fondi a supporto delle famiglie colpite dalla recente alluvione.
Nel corso del 2014 la band calca il palco del "Vans Off The Wall Spring Classic" a Napoli, aprendo il concerto dei The Hives e quello del Rock Im Ring di Ritten, insieme ai Dropkick Murphys.
Nel corso del 2015/2016 il gruppo è in pausa; Andrea e Gianluca escono con i loro rispettivi lavori solisti. Andrea Rock esce a giugno 2015 con l'album "Hibernophile" (Ammonia/Rude Records) e a ottobre 2016con l'Ep "Influences" (Ammonia).
Il 24 marzo 2017 esce "IV The Underdogs", anticipato dal brano "I See These Bombs", canzone scritta da Andrea per sensibilizzare sulla situazione politica in Siria; il video mostra alcuni reportage di agenzie di stampa internazionali, diffusi poi su web.
A febbraio 2020 esce "Old but gold", anticipato dai singoli "Downtrodden" e "Lust for the road".

## Formazione

### Formazione attuale
- Andrea Rock - voce
- Gianluca Veronal - chitarra
- Giovanni Macca - chitarra
- Alberto "Casio" Casiraghi - batteria
- Giorgio "la Jena" Scarpini - basso (2007-2011; 2016-presente)

### Ex componenti
- Stefano Russo - basso (2011-2015)
- Roberto Balsamo - chitarra (2008-2016)

## Discografia
- 2009 - Hell's Kitchen
- 2011 - With Passionate Heart
- 2013 - Build Not Burn
- 2017 - IV The Underdogs
- 2020 - Old But Gold